# Draba arctogena
Draba arctogena là một loài thực vật có hoa trong họ Cải. Loài này được (Ekman) Ekman mô tả khoa học đầu tiên năm 1936.